# José Mir Rocafort
José Mir Rocafort o Pep de Mariot, más conocido como Fassman o El Profesor Fassman (Sort, 30 de abril de 1909-Barcelona, 22 de junio de 1991) fue un hipnotizador, mentalista, ilusionista, adivino, médium, psicólogo y parapsicólogo español.

## Trayectoria

### Infancia
Nació en el seno de una familia de Sort, conocida como los Mariot, formada por Pilar Rocafort Porredón y el comerciante José Mir Llahí. Tuvo siete hermanos, dos del primer matrimonio de Rocafort con Antonio Gasa, Antolin y Dolores; y seis del matrimonio entre Rocafort y Mir: Natividad (Nati), Eusebio (Chebo), Marina, Arturo, Luis y María. Tuvo un hermano gemelo, también de nombre Luis, quien murió cuatro días después de nacer por intolerancia a la leche materna. Debido al estado de salud de los gemelos recién nacidos, el padre decidió que Mir Rocafort fuera separado de su madre y entregado a una ama de cría, una molinera con la que vivió hasta los cinco años en un molino de Soriguera. En 1914, la madre de Mir Rocafort lo buscó y lo llevó de nuevo con su familia.
A los diez años, Mir Rocafort consiguió en el desván de su casa de Sort, –que antes perteneció al masón, Hermenegildo Cuberes Sabarich–, unos libros sobre magnetismo y sugestión, que despertaron su interés y que le iniciaron en su andadura como hipnotizador, habilidad que practicó con los habitantes de su pueblo, sus maestros, los clientes de la zapatería Antón –donde trabajó– y con los animales de los corrales de sus vecinos, hechos que le dieron la fama de estar poseído por espíritus malignos o de contar con poderes satánicos.
En el colegio obtuvo altas calificaciones porque contaba con una memoria excepcional, a pesar de los rumores de que aparentemente se debió a que hipnotizaba a sus profesores. También gozó de la capacidad de precognición, que le permitió anticipar la muerte de las personas.
Las facultades psíquicas y mentales de Mir Rocafort, podrían ser hereditarias, su madre tuvo la habilidad de hacer rápidos cálculos matemáticos mentalmente y su hermano mayor, gozó de una memoria eidética o fotográfica, que utilizó con precisión en su trabajo como sastre y como pintor. Más tarde, también se dedujo que pudo proceder de la tradición ancestral pirenaica.
A los 13 años, Mir Rocafort siguió sus estudios en Lérida, hizo tres cursos en el colegio de los Hermanos Maristas y en 1925 estuvo de interno en la Escuela Pia Sarrià-Calasanz, en Barcelona, a causa de una expulsión.

### Comienzos como artista de circo
En 1926, con 17 años, Mir Rocafort dejó el colegio, se independizó de su familia, empezó a vivir en Barcelona y consiguió su primer trabajo en una barbería; y, para obtener un sobresueldo, empezó a hipnotizar a voluntarios en los cafés de Ciutat Vella y luego a los clientes de la barbería. En esta etapa, conoció a Esteban Junot, un rosacruz interesado en la telepatía, con quien realizó varios experimentos cuyos resultados no fueron publicados.
Uno de sus clientes, un representante de variedades, reconoció el potencial de las habilidades psíquicas de Mir Rocafort y le presentó a una familia de circo ambulante de Barcelona, ante los que hizo una larga demostración de cálculo, nemotecnia e hipnosis, para luego ser contratado.
El nombre artístico, Fassman, fue idea de su representante, que quiso mostrar la rapidez y agilidad con la que realizaba sus actos, para ello creó un nombre formado por los vocablos fass –quería decir fast, rápido- y man, hombre. Debutó en el circo y se presentó en varios pueblos de Cataluña.

### Formación como mentalista
A los 18 años, viajó a París para estudiar en el Institut Métapsychique International, donde se confirmaron sus facultades paranormales, luego de someterse varias pruebas y análisis realizados por Eugène Osty. Posteriormente, perfeccionó la técnica de la hipnosis, estudiando de manera autodidacta las teorías de la escuela de Nancy, dirigida por Hippolyte Bernheim.

### Fassman y el espectáculo
A los 21 años fue requerido para prestar servicio militar, pero no existe ningún registro de que Mir Rocafort haya cumplido con este deber. La situación política del país, lo llevó a tomar la decisión de unirse al ejército rebelde y en 1938 fue admitido por el Ejército Popular de la República y destinado a la 63 División de Navarra, como topógrafo. A partir de esta época, inició una larga amistad con el empresario del espectáculo y crítico teatral, Alfredo Marquerie. 
Desde 1939 y durante dos años, estuvo de gira por España, presentándose tanto en solitario, como formando parte de los espectáculos de variedades de la época. En 1941, la médium de origen polaco, Madame Jeanne Duclos, actuaba en Teatro Circo Price, ubicado en la Plaza del Rey de Madrid, junto a otros artistas especialistas en adivinar el pensamiento, en la compañía del empresario ruso, Alejandro Rojnedof, que también era su pareja sentimental; por medio de Marquerie, Mir Rocafort conoció a Duclos y esta se convirtió en su asesora, agente y amante. De esta relación, Mir Rocafort consiguió presentarse en el Price trabajando para la compañía de Rojnedof.
Después comenzó sus giras por Europa, África y América, donde se presentó tanto en teatros como en espectáculos privados, durante más de 30 años. En 1943, inició una gira por Portugal, en la que se presentó en Coliseo dos Recreios de Lisboa, Coímbra, Estoril y Funchal. 
En 1945, Josefina de la Iglesia, una trabajadora de Renfe, que tenía un hijo de cinco años –Pepelú– y aspiraciones artísticas, asistió a uno de los espectáculos de Mir Rocafort en el Teatro Victoria de Madrid. Al finalizar la presentación, se acercó hasta el camerino a conocerle. Mir Rocafort reconoció que podía ser una buena compañera para sus números y la contrató como médium. De la Iglesia debutó en el Teatro Victoria de Madrid, el 15 de octubre de ese mismo año, bajo el pseudónimo de Miss Deyka. A los pocos días de trabajar juntos, Mir Rocafort le pidió matrimonio y reconoció a su hijo dándole su apellido. Meses antes de la boda, el hijo enfermó de meningitis y murió mientras la pareja estaba de gira por Málaga. De la Iglesia y Mir Rocafort se casaron el 10 de noviembre de 1946. En esta época, creó el Instituto Fassman de Madrid, que dirigió el magnetizador Manu de Lutxi hasta 1953, y en el que vendió sus primeros manuales de hipnotismo en España.
Sus espectáculos incluían números de nemotécnia, cálculos matemáticos mentales, mentalismo en el que mostraba la reconstrucción de un crimen, transmisión de pensamiento, clarividencia, radiestesia e hipnosis. En los inicios, el personaje Fassman, replicó la estética de los espectáculos de mentalismo e hipnosis de la época, llevando un turbante en la cabeza, luego gracias a la influencia de su representante, apareció en escena vestido de frac con una capa negra, y, finalmente, se presentó en sus espectáculos, llevando esmoquin.

### Fassman y las giras internacionales
En 1948, Mir Rocafort y De la Iglesia, actuaron para el exrey de Italia, Humberto de Saboya. El mismo año, también viajó a Argentina, donde nació su hija, María Pilar Antonia Mir de la Iglesia, el 11 de octubre. Durante ese viaje, llenó el Teatro Odeón y el Coliseo Podestá de Buenos Aires y contactó con célebres personalidades del exilio español, como Rafael Alberti. Además, conoció al médico-psiquiatra Orlando Canavesio, con el que realizó varios experimentos, como la posibilidad de pesar el aura. Canavesio ocupaba altos cargos en el Ministerio de Sanidad bajo la primera presidencia de Juan Domingo Perón y MIr Rocafort fue solicitado para ayudar en la curación de la enfermedad terminal que padeció Eva Perón.
En 1949, el cineasta argentino Carlos Schlieper realizó la película Fascinación, donde actuó junto a Susana Campos y Arturo de Córdova. Ese mismo año, se presentó en el Teatro Latin Quarter de Nueva York y recibió una oferta para trabajar en una película en los Estados Unidos, que rechazó porque tenía que decir su texto en inglés. Sus espectáculos siempre los realizó en castellano y en catalán pallarés. Otros países que visitó fueron Uruguay, Brasil, Paraguay, Bolivia, Colombia y Cuba. En La Habana conoció y profundizó sobre las prácticas de santería y espiritismo, que le sirvieron para tener un enfoque más amplio sobre nuevos conceptos y otras perspectivas.
Durante sus giras, realizó sesiones privadas para los presidentes y los miembros del alto mando de los gobiernos y de la alta sociedad. En noviembre de 1950, durante una gira por Caracas, conoció y se reunió con el presidente de la Junta Militar de Venezuela, el coronel Carlos Delgado Chalbaud, y entre otros, también recibió al general Rafael Urbina. Mir Rocafort presintió el secuestro y muerte de Chalbaud a manos de Urbina, que sucedió días después del encuentro. Para prevenirlo, envió un telegrama a la oficina de Chalbaud, pero no llegó a tiempo.
En 1951, compró una casa en Barcelona. Mir Rocafort invitó a sus padres a vivir con ellos para que cuidaran de su hija, mientras la pareja se encontraba de gira. En el verano de 1952, alquiló una casa en su pueblo natal, Sort, en la que presentó varios espectáculos para divertir a los habitantes del pueblo durante varios años.
En 1953, se presentó en el Teatro Nacional de Caracas y la policía secreta de la dictadura de Marcos Pérez Jiménez, por orden de Miguel Silvio Sanz, director de la Seguridad Nacional, lo citó para que les ayudara con el interrogatorio de Eloy Tarazona, para conseguir una confesión sobre el lugar en el había enterrado un tesoro que pertenecía al país; luego de hablar con Tarazona, Mir Rocafort convenció a Silvio Sanz de que se trataba de una farsa para conseguir atención del gobierno, salvándole la vida.
Estando en Caracas, Mir Rocafort y De la Iglesia decidieron invertir en un nuevo negocio, esta vez, en un local nocturno llamado La cueva del guácharo, en recuerdo a la impresión que le causó el lugar del mismo nombre, cueva del guácharo, ubicado en Venezuela. La decoración de la sala la hizo personalmente Mir Rocafort, imitando las estalactitas del paisaje original. Esta sala presentó espectáculos de variedades de reconocidos artistas hasta su cierre en 1954, cuando De la Iglesia tuvo un altercado personal con una de las bailarinas de cabaré que se presentó esa noche y que intentó seducir a Mir Rocafort. Este hecho fue la causa de la separación de la pareja, y de su posterior divorcio que firmaron legalmente en España, en el año 1981.
Luego, Mir Rocafort huyó a México con la bailarina judía de origen húngaro, Anna Fey, quien se convirtió en su segunda esposa y pareja artística. El matrimonio duró seis años y vivieron en Buenos Aires. Aunque su nombre real no se conoció nunca, Mir Rocafort fue quién le puso ese nombre artístico a Fey, inspirado en una mentalista americana de finales del siglo XIX y principios del XX. En 1956, Mir Rocafort invitó a De la Iglesia a que le acompañara en un espectáculo en Puerto Rico. Luego, De la Iglesia comenzó a actuar en solitario como médium y vidente, bajo el nombre artístico de Mrs. Fassman y estuvo de gira por varias ciudades de Latinoamérica.
En 1959, estando de gira por California, se divorció de Fey y no volvieron a tener contacto. Ese mismo año, se matriculó para estudiar psicología en la Universidad Latinoamericana de La Habana de Miami. En diciembre de 1960, mientras estaba de gira en Quito, comenzó a impartir cursos de hipnosis, telepatía y clarividencia. El 2 de enero de 1961, después de un año de contacto por correspondencia, se casó con la guatemalteca, Concha Anguiano, en Sangolquí. En mayo de ese año, se mudaron a Barcelona. Este matrimonio duró 30 años.

### El Profesor Fassman y el psicoterapeuta
En julio de 1962 se tituló como psicólogo y en septiembre hizo su última presentación en el Teatro Calderón de Barcelona, dejando su carrera artística a los 55 años, para dedicarse por completo a la psicoterapia e impartir cursos de crecimiento personal, hipnosis y desarrollo de facultades mentales. Días después, anunció que daría una conferencia sobre hipnosis, telepatía y autosugestión, pero la censura franquista la prohibió. Luego de varios trámites que demostraron que su evento no tenía carácter subversivo, obtuvo la autorización y realizó la conferencia, el 23 de enero de 1963. Al terminar, un médico realizó una denuncia por intrusismo en contra su contra. Para replicar su modelo de enseñanza, creó en Puerto Rico el Instituto Panamericano de Hipnología y en Nueva York, el Institute of Hypnology, para comercializar su metodología en inglés. 
El 23 de junio de 1963, se volvió a presentar en el Teatro Barcelona, junto a su amigo, el mago Chang. A comienzos de la década de 1970 un grupo de empresarios y productores estadounidenses le ofrecieron convertirle en una estrella internacional como mentalista e ilusionista, contrato que rechazó y que meses más tarde, fue otorgado al ilusionista israelí, Uri Geller.
En 1966, Mir Rocafort inauguró en Sort, la Casa Fassman, que mandó a construir a sus amigos de la infancia, Aleix Salvat y Cisquet de Moré. Este mismo año murió su madre en Barcelona. 
Además, fue un pintor autodidacta que regaló sus cuadros a sus admiradores en todo el mundo, también pintó murales en los diferentes países que visitó. En junio de 1974, Mir Rocafort y Anguiano adoptaron a un niño de seis años de origen colombiano, al que llamaron, José Mir Uribe (Pepito).
Durante más de diez años, Mir Rocafort realizó los cursos en su casa de Barcelona, de manera clandestina, y no fue hasta el 22 de enero de 1978, que fundó el Instituto Parapsicológico Fassman, donde investigó sobre fenómenos paranormales y enseñó la teoría conocida como dinámica mental. Durante su andadura como profesor, formó a investigadores y parapsicólogos que alcanzaron renombre; entre sus alumnos había entre otras profesiones, religiosos, sacerdotes, médicos, odontólogos, psiquiatras y psicólogos. También usó la hipnosis en pacientes que eran alérgicos a la anestesia, antes de su cirugía.
En la década de 1980, realizó en Sort, dos ediciones del Simposium Nacional sobre los Fenómenos de la Mente y del Cosmos; y apareció en los programas de la televisión catalana TV3: La vida en un xip, dirigido por Joaquim Maria Puyal y en Identitats, dirigido por Josep Maria Espinàs, en los que debatió sobre parapsicología e hipnosis.  En 1982, decidió publicar sus memorias, por lo que encargó la obra a su hija que se había convertido en escritora, pero estas no fueron publicadas hasta 2009. En 1984, pensó en escribir un libro para contar todas sus experiencias y reflexiones durante su trayectoria, pero finalmente, desistió de la idea.

### Enfermedad y muerte
En abril de 1991, luego de un haber presentando durante un tiempo dolor físico, Mir Rocafort visitó por primera vez al médico y le diagnosticaron un cáncer osteogénico. Falleció a los 83 años, en Barcelona, el 21 de junio de 1991.
Tras la muerte, su hijo adoptivo, cobró la herencia, volvió a Colombia y su familia no supo nada más de él.
En 2009, su hija publicó, Fassman: la biografía el poder de la voluntad, con motivo del centenario del nacimiento de su padre.

## Reconocimientos
Mir Rocafort es considerado el pionero de la parapsicología en España, y el mejor hipnotizador hispano de la historia.
Fue mencionado en algunos textos, como en el caso de Dora Gómez Bueno de Acuña, poeta uruguaya que dedicó a Mir Rocafort el poema Inspiración, incluido en su libro Luz en el abismo (1954).
El Ayuntamiento de Sort lo nombró Hijo Ilustre de Sort, y como homenaje en vida, en 1980, durante la celebración del Primer Simposium Nacional sobre los Fenómenos de la Mente y del Cosmos, el Alcalde realizó un acto en el que se desveló un placa en la fachada de la Casa Mariot para indicar su lugar de nacimiento, y el nombramiento de una de las calles del pueblo como: Carrer Professor Fassman.
La historia de Mir Rocafort ha servido de inspiración para realizar trabajos cinematográficos, tales como: el documental publicado en 2011 por el psicólogo, periodista español y exalumno de Mir Rocafort, Sebastià de Arbó, El misteri de Fassman (El misterio de Fassman); y la película estrenada en 2015, en el Zoom Festival Internacional de Ficció Televisiva de Igualada, llamada Fassman: L'increïble Home Radar (Fassman, el increíble hombre radar). Un thriller psicológico, bajo la dirección del español Joaquim Oristrell y protagonizada por el actor Juanjo Puigcorbé como Mir Rocafor,. que muestra el momento en el que deja el espectáculo y funda su propio instituto para dedicarse a la investigación y la enseñanza de los fenómenos psíquicos y paranormales, cuando comienza a recibir notas anónimas que le advierten con destruir su carrera y en las que se le acusa de impostor, por lo que tendrá que usar su intuición y facultades deductivas para descubrir a su enemigo en solo tres meses. También contiene escenas de su infancia y vida que aparecen como flashbacks. Esta película fue nominada en 2017 a la categoría de Mejor película para televisión, en la IX edición de los Premios Gaudí, que otorga la Academia del Cine Catalán a las mejores producciones cinematográficas catalanas.

## Obra
- 1948. Curso por correspondencia de cultura psico-magnética. Instituto Fassman, Madrid.[20]
- 1950. Apuntes del profesor "Fassman" y del magnetizador "Manu de Lutxi" en colaboración. Instituto Fassman, Madrid.[21][22]
- 1958. Fassman y sus secretos. El hipnotismo al alcance de todos. Editorial Acuario, Buenos Aires.[23]
- 1970 - 1977. El inmenso poder de la mente, su desarrollo y aplicación práctica. Tomos I, II y III. Barcelona. ISBN 8440037309.[24][25][26]
- 1978. Parapsicología: las facultades paranormales: guia práctica para su desarrollo y aplicación: apuntes confidenciales. Barcelona. ISBN 8440044518.[27][28]